# 뉴에이지 벵골 문학
벵골 문학의 새로운 시기는 문화적 전문가들에 의해 서벵골 지역의 도전적인 문학적 과정에서 독특한 문화의 새로운 문학 작품이 꽃을 피우는 시기인 2000년대로 간주 되었다. 이 시기에 주로 활동 지역은 서뱅골 지역에서도 특히 콜카타와 그 주변 지역이다. 이 시기의 문학 작품의 시작은 "조그만 잡지 폭발적 상황"을 기반으로 한다.  뱅골 문학의 새로운 시기는 배고픈 세대의 운동, 카우라 문화, 나툰 캐비타 새 문학과 같은 초기 문학적 계몽 운동에 계보가 전해져 내려온다. 이러한 운동 중 어느 하나에서 내려온 것이라고 특정하고 그러지 못할 뿐더러, 거의 직접적 영향을 받지는 않았지만 벵골 문학의 새로운 시기는 이들 모두에서 조금식 전해저 내려온 것으로에 의해 집단적으로 영향을 받았다. 이 시기는 뱅골문학의 존폐여부를 결정할 주요한 시기이기도 하다. 그리고 이 뱅골 문학의 새로운 시기는 지금까지 쭉 이어진다.

## 본래의 뱅골 문학
벵골어의 기원(起源)은 11세기경의 중세 인도 아리아어에서 찾을 수 있다. 그 문학 분야의 가장 오래된 작품으로는 사하지아파(派)의 전도사들이 노래 불렀던 차르야파다를 들 수 있으나 동시에 벵골 지방에서 성행되던 토속신앙에서 유래된 몇 개의 서사시도 제외될 수 없는 것이다. 중기 벵골리 문학의 특징은 차이타니아(caitanya, 1485-1533)를 중심으로 한 비시누파 문학의 융성으로 볼 수 있다. 이 시기에 씌어진 작품으로는 크리시나신의 찬미가, 차이타니아의 전기(傳記), 명언집(名言集)이 많다. 현대 벵골리 문학의 기초는 반킴 찬드라에 의해 구축되어 타고르에 의해 개화(開花)되었다고 할 수 있다. 그의 노벨상 수상은 벵골리 문학을 세계적으로 소개함과 동시에 자국의 문학자에게 긍지와 자신을 주었다. 그 후 한동안 이 나라에서는 그의 영향을 받지 않은 문학자는 극히 드물다고 할 수 있다. 하지만 그의 작풍에 염증을 느껴, 그의 영향을 벗어나 생활에 밀착한 문학의 창조를 모색하는 문학자에 의해, 제1차 세계대전 후 자연주의 문학이 시작되었다. 그 후 진보주의적 작가 그룹이 등장하여 진보적인 시야를 갖는 문학의 창조를 달성하기에 힘을 기울였다. 제2차 세계대전 후 유럽의 문학사조의 영향과 함께 인도－파키스탄이 직면한 문제의 다양성이 문학에도 반영되어 시세(時勢)의 추이와 더불어 새로운 사조와 테마를 다룬 작품이 나오게 되었다.

## 동뱅골 지역
동뱅골 지역인 방글라데시에서는 이 문화적 시기의 직접적인 영향을 받지 않았지만 간접적인 영향을 받았다. 왜냐하면 방글라데시보다 인도가 더 문학적으로 자유롭기 때문이다.